# Kanadski hokejski pokal
Kanadski hokejski pokal je nekdanje reprezentančno hokejsko tekmovanje, ki je potekalo med najboljšimi reprezentancami tistega časa, brez omejitev nastopa profesionalnim hokejistom, kot je veljalo za olimpijske hokejske turnirje. Prvo tako tekmovanje je bilo Summit Series, kjer sta se pomerili le kanadska in sovjetska reprezentanca, na kanadskem pokalu pa so poleg njiju tekmovale še češkoslovaška, švedska, ameriška in finska reprezentanca, enkrat pa je finsko zamenjala zahodnonemška reprezentanca. 
Kanadski pokal je potekal petkrat v letih 1976, 1981, 1984, 1987 in 1991. Štirikrat je zmagala domača kanadska reprezentanca, enkrat pa sovjetska. Leta 1996 je kanadski pokal nadomestil Svetovni pokal.

## Zmagovalci
| Leto | Prvak           | Podprvak        | MVP               |
| ---- | --------------- | --------------- | ----------------- |
| 1976 | Kanada          | Češkoslovaška   | Bobby Orr         |
| 1981 | Sovjetska zveza | Kanada          | Vladislav Tretjak |
| 1984 | Kanada          | Švedska         | John Tonelli      |
| 1987 | Kanada          | Sovjetska zveza | Wayne Gretzky     |
| 1991 | Kanada          | ZDA             | Bill Ranford      |